# Nie Chaj-šeng
Nie Chaj-šeng (čínsky pchin-jinem Niè Hǎishèng, znaky zjednodušené 聂海胜, tradiční 聶海勝; * 13. října 1964, Cao-jang, Chu-pej) čínský vojenský kosmonaut, 439. člověk ve vesmíru. V říjnu 2005 absolvoval téměř pětidenní kosmický let lodí Šen-čou 6, v červnu 2013 se vypravil do vesmíru podruhé v lodi Šen-čou 10. V současnosti po svém třetím startu v lodi Šen-čou 12 pobývá na Vesmírné stanici Tchien-kung.

## Vzdělání a vojenská kariéra
Nie Chaj-šeng pochází z malé vesnice ležící nedaleko města Jang-tang (v okresu Cao-jang, městské prefektuře Siang-jang, provincii Chu-pej). Ve čtrnácti letech, po smrti otce, odešel ze školy živit rodinu. Vrátil se až na naléhání učitelů. V letech 1983–1987 studoval vojenskou vysokou leteckou školu. Po studiu sloužil ve vojenském letectvu, létal na stíhacích J-5, J-6 a J-7, má nálet přes 1480 hodin.

## Kosmonaut
Do oddílu kosmonautů byl zařazen v lednu 1998 po výběru mezi čínskými vojenskými piloty, který začal v říjnu 1995. Při prvním čínském pilotovaném kosmickém letu (2003, Šen-čou 5) byl druhým náhradníkem.

### 1. let
Roku 2005 byl jmenován členem posádky lodi Šen-čou 6, druhého čínského letu, velitelem lodi byl Fej Ťün-lung. Loď odstartovala 12. října 2005 v 3:00 UTC. Po splnění letového programu přistáli kosmonauti v návratovém modulu 16. října 2005 v 20:33 UTC. Orbitální modul zůstal na oběžné dráze s očekávanou životností půl roku, zanikl v atmosféře Země 1. dubna 2008.

### 2. let
Roku 2008 byl zařazen do záložní posádky letu Šen-čou 7. Byl náhradníkem pilota Ťing Chaj-pchenga. Při letu Šen-čou 9 roku 2012 byl velitelem záložní posádky. Dalšími členy jeho posádky byli Čang Siao-kuang a kosmonautka Wang Ja-pching.
Záloha pro Šen-čou 9 se roku 2013 stala hlavní posádkou pro misi Šen-čou 10. Do vesmíru vzlétli 11. června 2013, o dva dny později se jejich loď automaticky spojila s čínskou malou vesmírnou stanicí Tchien-kung 1. Ve vesmíru pobyli do 26. června, kdy v návratovém modulu přistáli ve stepi Vnitřního Mongolska.

### 3. let
Ke třetímu letu odstartoval 17. června 2021 v lodi Šen-čou 12, která se po několika hodinách letu připojila k Vesmírné stanici Tchien-kung. Mise k nové stanici byla naplánována na zhruba 3 měsíce a měla zahrnovat i 2 výstupy do volného prostoru. Dalšími členy posádky byli Liou Po-ming a Tchang Chung-po. Nie uskutečnil společně Liou 20. srpna 2021 výstup do volného prostoru, při němž na povrch stanice instalovali různá zařízení, včetně záložního čerpadla klimatizačního systému. Výstup trval 5 hodin a 55 minut. Let skončil přistáním 17. září 2021 v 05:34 UTC.